# Aeroportul Rouyn-Noranda
Aeroportul Rouyn-Noranda (IATA: YUY, ICAO: CYUY) este un aeroport din Rouyn-Noranda⁠(d), Abitibi-Témiscamingue⁠(d), Provincia Québec, Canada ce deservește zona Rouyn-Noranda⁠(d). Aeroportul a fost tranzitat în 2021 de 19.649 de pasageri. A fost numit după zona deservită.
Situat la o altitudine de 301 m, aeroportul dispune de 1 pistă.

## Infrastructură

### Piste
Aeroportul dispune de o singură pistă. Pista are orientarea 08/26. 